# Darren Morningstar
Darren Troy Morningstar (Stevenson, 22 aprile 1969) è un ex cestista e allenatore di pallacanestro statunitense, professionista nella NBA.

## Carriera
È stato selezionato dai Boston Celtics al secondo giro del Draft NBA 1992 (47ª scelta assoluta).
Ha giocato dal 1996 al 1998 in Italia in Serie A2 a Padova e a Pozzuoli.